# Medaliści światowych wojskowych igrzysk sportowych w koszykówce
Medaliści światowych wojskowych igrzysk sportowych w koszykówce – zestawienie zawodników i zawodniczek, którzy przynajmniej raz stanęli na podium światowych igrzysk wojskowych w koszykówce.
Rywalizacja o medale w koszykówce przeprowadzana jest od 1. Światowych igrzysk wojskowych, które odbyły się w 1995 roku w Rzymie. Wówczas, medale przyznano jedynie w turnieju mężczyzn. Na światowych igrzysk wojskowych w Hajdarabadzie w 2007 turniej w koszykówce nie był rozegrany. Od igrzysk wojskowych w Mungyeongu w 2015 roku o medale rywalizują również zawodniczki.

## Medaliści igrzysk wojskowych
W poniższych statystykach przedstawiono medalistów igrzysk w konkurencjach koszykarskich.

### Mężczyźni
| Rok i miejsce                    | Złoto | Srebro | Brąz |
| -------------------------------- | --- | --- | --- |
| 1995, Rzym (szczegóły)           | Rosja | Stany Zjednoczone | Francja |
| 1999, Zagrzeb (szczegóły)        | Chorwacja | Stany Zjednoczone | Korea Południowa |
| 2003, Katania (szczegóły)        | Włochy | Korea Południowa | Rosja |
| 2011, Rio de Janeiro (szczegóły) | Brazylia Tiago Nishikawa Wagner Mattos José Estevam Ferreira Júnior Wellington Santos Arthur Silva Fernando Coloneze Frederico Lima Santos Luiz Felipe Lemes Shilton Santos Tiago Lima Audrei Parisotto Luiz Felipe Ribeiro Frederico Rossi dos Santos Trener: Alberto Bial | Grecja Thomas Nikos Dimitrios Kompodietas Antonios Gkontopoulos Dionisios Kapiniaris Nikolaos Tsoutsos Georgios Tirlas Themistoklis Koupidis Ioannis Psathas Serafim Theos Nikos Papanikolaou Alexandros Petroulas Dimitris Katiakos Trener: Georgios Skropolithas | Stany Zjednoczone Paul Nelson Matthew McCraw Andrew Henke Cleveland Richard Kevin Clark John Frye Marcus Nelson Will Lewis Matt Holland Andre Harp-Thomas Vernando Harris Jammar Major Trener: Tyron Wright |
| 2015, Mungyeong (szczegóły)      | | | |
| 2019, Wuhan                      | Litwa Lukas Karalis Vitalijus Kozys Deividas Kumelis Ignas Lukosius Gintautas Matulis Aurimas Pocius Sarunas Reinartas Rimvydas Stankievicius Mindaugas Susinskas Linas Valatkevicius Erikas Venskus Trener: Marius Kuaguda                                                 | Stany Zjednoczone Bryan Babtiste Jurmond Cattenhead Tilman Dunbar III Derell Henderson Craig Johnson Jahmal Lawson Londel Lennon Ryan Manning Ronald Rhea Worth Smith III Jacob Van Grant Vermeer Trener: Micah Bonner                                             | Chiny A Ersilan Fu Hao Guo Haowen Lei Meng Liu Hangchu Luo Kaiwen Tian Yuxiang Wang Junjie Wang Zhelin Yu Chen Xu Zhonghao Zhang Xu Trener: Wang Zhizhi                                                     |

### Kobiety
| Rok i miejsce               | Złoto | Srebro | Brąz |
| --------------------------- | --- | --- | --- |
| 2015, Mungyeong (szczegóły) | | | |
| 2019, Wuhan (szczegóły)     | Chiny Han Xu Jia Qiujiao Jin Jiabao Li Meng Li Yueru Lu Wen Pan Zhenqi Sun Mengran Wang Lili Wang Xuemeng Zhao Shuang Zhang Liting Trener: Zhan Shuping | Brazylia Debora Costa Karla Costa Patricia Ferreira Soeli Garvao Barbara Honorio Gilmara Justjno Patricia Ferreira Isabela Ramona Carina Souza Fabiana Souza Luana Souza Trener: Ricardo Augusto | Stany Zjednoczone Donita Adams Taylor Alton Charmaine Clark Blaire Danielle Coffey April Cromartie Danika Dale Jala Harris Santia Jackson Cinnamon Kava Allyson Lehman Ariel Thomas Trener: Paul Parker Jr |

## Klasyfikacja medalowa państw
Poniższa tabela przedstawia klasyfikację państw, które zdobyły przynajmniej jeden medal w koszykówce. Pod uwagę wzięto wszystkie konkurencje; kobiet i mężczyzn.
| Lp. | Państwo           | Złoto             | Srebro | Brąz | Razem |    |
| --- | ----------------- | ----------------- | ------ | ---- | ----- | -- |
| 1.  | Brazylia          | 1                 | 1      | 0    | 2     |    |
| 2.  | Rosja             | 1                 | 0      | 1    | 2     |    |
| 2.  | Chiny             | 1                 | 0      | 1    | 2     |    |
| 4.  | Chorwacja         | 1                 | 0      | 0    | 1     |    |
| 4.  | Litwa             | 1                 | 0      | 0    | 1     |    |
| 4.  | Włochy            | 1                 | 0      | 0    | 1     |    |
| 7.  | Stany Zjednoczone | 0                 | 3      | 2    | 5     |    |
| 8.  | Korea Północna    | 0                 | 1      | 1    | 2     |    |
| 9.  | Grecja            | 0                 | 1      | 0    | 1     |    |
| 10. | Francja           | 0                 | 0      | 1    | 1     |    |
| 10. | Razem (10 państw) | Razem (10 państw) | 6      | 6    | 6     | 18 |